# Novothymbris tararua
Novothymbris tararua är en insektsart som beskrevs av Myers 1923. Novothymbris tararua ingår i släktet Novothymbris och familjen dvärgstritar. Inga underarter finns listade i Catalogue of Life.